# Monaco az 1972. évi nyári olimpiai játékokon
Monaco az NSZK-beli Münchenben megrendezett 1972. évi nyári olimpiai játékok egyik részt vevő nemzete volt. Az országot az olimpián 2 sportágban 5 sportoló képviselte, akik érmet nem szereztek.

## Sportlövészet
Nyílt
| Versenyző       | Versenyszám           | Pont | Helyezés |
| --------------- | --------------------- | ---- | -------- |
| Joseph Barral   | Sportpuska, fekvő     | 593  | 31.      |
| Pierre Boisson  | Sportpuska, fekvő     | 585  | 73.      |
| Francis Boisson | Sportpuska, összetett | 1004 | 67.      |
| Paul Cerutti    | Trap                  | 171  | 45.      |

## Vívás
Férfi
| Versenyző           | Versenyszám       | Selejtező | Selejtező | Selejtező | Selejtező | Negyeddöntő       | Negyeddöntő | Elődöntő          | Elődöntő | Döntő             | Döntő   | Helyezés    |
| Versenyző           | Versenyszám       | 1. kör | 1. kör    | 2. kör | 2. kör    | Negyeddöntő       | Negyeddöntő | Elődöntő          | Elődöntő | Döntő             | Döntő   | Helyezés    |
| Versenyző           | Versenyszám       | Ellenfél Eredmény | Hely.     | Ellenfél Eredmény | Hely.     | Ellenfél Eredmény | Hely.       | Ellenfél Eredmény | Hely.    | Ellenfél Eredmény | Hely.   | Helyezés    |
| ------------------- | ----------------- | --- | --------- | --- | --------- | ----------------- | ----------- | ----------------- | -------- | ----------------- | ------- | ----------- |
| Jean-Charles Seneca | Párbajtőr, egyéni | 9. csoport · Graham Paul (GBR) · 4-5 · Panajótisz Durákosz (GRE) · 4-5 · Henryk Nielaba (POL) · 4-5 · James Melcher (USA) · 5-4 · Alain Anen (LUX) · 5-4 | 4.        | 7. csoport · Jacques Brodin (FRA) · 5-5 · Pongrácz Antal (ROU) · 1-5 · Hans-Jürgen Hehn (FRG) · 5-3 · Graham Paul (GBR) · 5-5 · Claudio Francesconi (ITA) · 5-5 | 4.        | kiesett           | kiesett     | kiesett           | kiesett  | kiesett           | kiesett | helyezetlen |